# Thomas Drant
Thomas Drant (né vers 1540 à Hagworthingham dans le Lincolnshire et décédé probablement le 17 avril 1578) est un pasteur et un poète anglais. Son travail sur la prosodie est connu de Philip Sidney et Edmund Spenser. Il fait partie, avec Sidney, du cercle d'intellectuels appelé l'Aréopage. Il traduit en anglais Horace, qu'il trouve plus difficile à rendre qu'Homère. C'est la première traduction anglaise complète des Satires, mais Drant en modifie sensiblement le contenu.

## Biographie
Pensionnaire au St John's College (Cambridge) à partir de 1558, il passe en 1561 un baccalauréat universitaire ès lettres, puis commence en 1564 une maîtrise universitaire ès lettres. Il offre à la reine Élisabeth Ire, en visite à l'université en août 1564, des poèmes composés en anglais, en latin et en grec. Au début de 1565, il présente au public un texte sur le thème de « Corpus Christi non est ubique », qui est publié dans Medicinable Morall.
Il est l'aumônier personnel d'Edmund Grindal, qui lui obtient le poste de lecteur en théologie à la cathédrale Saint-Paul de Londres. Il passe en 1569 un bachelor of Divinity. Le 8 janvier 1570, il prêche devant la cour au château de Windsor, s'attaquant à la vanité des vêtements ; il critique également l'indulgence de la reine à l'égard des rebelles du nord et des catholiques. Il meurt probablement le 17 avril 1578, date à laquelle l'archidiaconat de Lewes, qu'il occupait, est déclaré vacant.

## Œuvres

### Publications
- Impii cuiusdem Epigrammatis qvod edidit Richardus Shacklockus . . . Apomaxis. Also certayne of the special articles of the Epigramme, refuted in Englyshe, 1565 (anglais et latin), écrit contre Richard Shacklock
- A Medicinable Morall, that is, the two Bookes of Horace his Satyres Englyshed. ... The wailyngs of the prophet Hieremiah, done into Englyshe verse. Also epigrammes, 1566. Traductions des Satires d'Horace et du Livre des Lamentations, suivies des vers anglais et latins présentés à la reine à Cambridge en 1564, de vers anglais adressés au comte de Leicester et de vers latins au chancelier Cecil.
- Horace his arte of Poetrie, pistles, and Satyrs, Englished and to the Earle of Ormounte, by Tho. Drant, addressed, 1567
- Greg. Nazianzen his Epigrams and Spiritual Sentences, 1568
- Two Sermons preached, the one at S. Maries Spittle on Tuesday in Easter weeke 1570, and the other at the Court of Windsor . . . the viij of January . . . 1569., sans date (1570 ?)
- A fruitful and necessary Sermon specially concernyng almes geving, sans date (1572 ?)
- In Solomonis regis Ecclesiastem . . . paraphrasis poetica, 1572, dédicacé à Thomas Heneage
- Thomse Drantae Angli Advordingamii Praesul. Ejusdem Sylva, sans date, mais postérieur à 1575 ; vers latins à la reine, Edmund Grindal, Matthew Parker, lord Buckhurst et d'autres, suivis de l'éloge de Drant par James Sandford en grec, latin, italien et français.

### Vers de commande
Des vers furent commandés à Drant pour être placés en tête des publications suivantes :
- John Foxe, Actes et monuments, 1570
- Végèce, Epitoma rei militaris, traduction de John Sadler, 1572
- John Seton, Dialectica, annoté par Peter Carter, 1574
- Alexander Neville (historien), Kettus, 1575
- Ludovic Lloyd, Pèlerinage des Princes, sans date

### Traductions non publiées
- Iliade, livres I à V
- Psaumes
- Livre des Proverbes